# エアロセンス
エアロセンス株式会社（英: Aerosense, Inc.）は、東京都北区に本社を置くドローンメーカーである。自律型無人航空機（ドローン）によるセンシング等とクラウドによるデータの処理・ 管理を組み合わせた産業用ソリューションの開発・製造・販売を行っている。2015年8月にソニー株式会社、株式会社ZMPとの共同出資にて設立された。ソニーグループのグループ企業である。現在の主要株主は、ソニー株式会社、株式会社ZMP、住友商事株式会社。2018年に「エアロボマーカー」がグッドデザイン賞を受賞。2020年に、ジャパンドローン展において、垂直離着型固定翼機（VTOL：Vertical Take-off and Landing Aircraft）「エアロボウイング（AS-VT01）」が、「Best of Japan Drone Award 2020 製品・技術部門 最優秀賞」を受賞。

## 概要
2015年8月にソニー株式会社、株式会社ZMPとの共同出資にて設立。
代表取締役社長の佐部浩太郎は、ソニー株式会社において、エンターテインメントロボットの開発に携わり、AIBOの商品化、QRIOの開発を経験。ロボット知能の基礎研究を経て、顔画像認識を始めとするAV/IT商品群のインテリジェント化をリードしてきた。その後、ドローンのソリューション事業化に挑むべく、2015年にエアロセンスを設立（代表取締役社長就任は2019年）。
「Work Cool with AI Robots　～人ができないことをロボットと一緒に～」をスローガンとして掲げ、測量をはじめ、点検、物流、監視、放送における様々な分野においてドローン産業の発展に尽力している。

## 沿革
- 2015年8月 ソニーとZMPの合弁会社「エアロセンス株式会社」を設立
- 2016年3月 自社開発ドローン「エアロボ」で法人向けソリューションの提供開始
- 2016年10月 「エアロボ測量」システムのレンタルサービスを開始
- 2017年3月 第2回「電子情報技術産業協会（JEITA）ベンチャー賞」を受賞
- 2017年7月 ドローン用対空標識兼GNSS受信機「エアロボマーカー」の販売開始
- 2017年9月 産業用ドローン向けクラウドサービス「エアロボクラウド」をリリース
- 2018年1月 AEROBO（エアロボ）のロゴデザインを発表
- 2018年5月 産業用ドローン「AEROBO」（エアロボ）の販売開始
- 2018年6月 「エアロボマーカー」NETIS（国交省の新技術情報提供システム）登録完了
- 2018年7月 有線給電ドローン「エアロボオンエア」による空撮サービス提供開始
- 2018年10月 「エアロボマーカー」が2018年度グッドデザイン賞を受賞
- 2018年10月 「エアロボマーカー」と「エアロボクラウド」で基準点測量に対応
- 2019年1月 「エアロボ」の大型機（AS-MC03-T）の販売開始
- 2019年2月 「エアロボクラウド」が電算プログラム検定を取得し、公共測量に対応
- 2019年3月 「エアロボオンエア」（有線給電ドローンシステム）の販売開始
- 2019年10月 佐部浩太郎（旧取締役CTO）が代表取締役社長に就任
- 2019年11月 エアロボマーカー用モバイルアプリ「マーカーナビ」の提供開始
- 2019年12月 測量業登録完了
- 2019年12月 国土地理院が「エアロボマーカー」と「エアロボクラウド」を基本測量機と認定
- 2020年2月 住友商事株式会社と資本業務提携を開始
- 2020年3月 「エアロボオンエア」の全面リニューアル版、AS-MC02-W2販売開始
- 2020年4月 北海道当別町にて、農水省の「スマート農業実証プロジェクト」を開始
- 2020年8月 固定翼産業用ドローン、「エアロボウィング」（AS-VT01）の販売開始
- 2020年9月 「エアロボウィング」がジャパンドローン展において「Best of Japan Drone Award 2020 製品・技術部門 最優秀賞」を受賞。
- 2022年6月 株式会社ナイルワークスとデータ駆動型の農業の実現に向けて業務提携契約を締結。
- 2022年10月 東京大学協創プラットフォーム開発株式会社（東大IPC）を引受先とする第三者割当増資による資金調達を実施。
- 2022年11月 日本無線株式会社と資本業務提携契約を締結。
- 2023年5月 事業拡張のため本社を移転

## 製品
国産ドローン（UAV・VTOL）
- AEROBO （エアロボ）AS-MC03　- 写真測量専用ドローン[1]
- AEROBO （エアロボ）AS-MC03-T - 物流・農業をメインにマルチでカスタマイズ対応可能なドローン[2]
- AEROBO ON AIR （エアロボオンエア）AS-MC03-W2　- 有線ドローン。4K映像を空から低遅延伝送する帯域ドローン[3]
- AEROBO Wing（エアロボウィング）AS-VT01　- VTOL：自動飛行・垂直離着陸型　固定翼高速ドローン。第5回ジャパンドローン展において、「Best of Japan Drone Award 2020 製品・技術部門 最優秀賞」を受賞[4]。

その他製品・サービス
- AEROBO Marker（エアロボマーカー）- 測量機器。GNSS衛星電波受信機内蔵の対空標識。ドローン写真測量における対空標識として利用されている。2018年にグッドデザイン賞を受賞[5]。
- AEROBO Cloud （エアロボクラウド）- ウェブブラウザだけで使えるドローン業務のためのデータ処理サービス。 データ管理、高速なデータ処理、そしてAIによる自動化により、測量や点検等のドローン業務の効率化をサポート[6]。エアロボマーカーを利用することで、マーカーのエアロボマーカーログをアップロードするだけで空撮画像からマーカーを自動検出しGPSマーカーの座標とマッチングすることができる。
- 受託開発 - エアロセンスの技術力・開発力を活かし、ドローン技術を用いた様々なソリューションの開発を行っている[7]。

## 所属団体
- 一般社団法人 日本測量機器工業会（JSIMA）
- 一般社団法人 日本産業用無人航空機工業会（JUAV）
- 一般財団法人 日本無人機運行管理コンソーシアム（JUTM）
- 一般社団法人 JBRC（小型充電式電池のリサイクル）
- 国土交通省 i-Construction推進コンソーシアム